# 漠澳鵖
，是雀形目吸蜜鸟科的一种鸟类，属于单型的漠澳䳭属（学名：Ashbyia）。
漠澳䳭体重约17.5克，翼长约74.3毫米，喙宽度约3.1毫米，喙厚度约3.6毫米，嘴峰长约13.9毫米，跗蹠长约20.6毫米，尾长约39.7毫米。
漠澳䳭具有部分的迁徙性，栖息在干燥的沙漠或沙地，它们是食肉动物，主要以昆虫、蜘蛛等陆生无脊椎动物为食。它们分布在澳大利亚中部。